# Gornsdorf
Gornsdorf ist die flächenmäßig kleinste Gemeinde im Erzgebirgskreis in Sachsen. Sie ist seit dem 21. März 2008 Teil der Verwaltungsgemeinschaft Burkhardtsdorf.

## Geografie

### Lage
Gornsdorf liegt ca. 15 km südlich von Chemnitz und 12 km östlich der Kreisstadt Stollberg/Erzgeb. in einem Nebental der Zwönitz. Der Ort erstreckt sich am Gornsdorfer Bach.

### Nachbargemeinden
|          | Burkhardtsdorf                              |          |
| Thalheim | Kompassrose, die auf Nachbargemeinden zeigt | Gelenau  |
|          | Zwönitz                                     | Auerbach |

## Geschichte

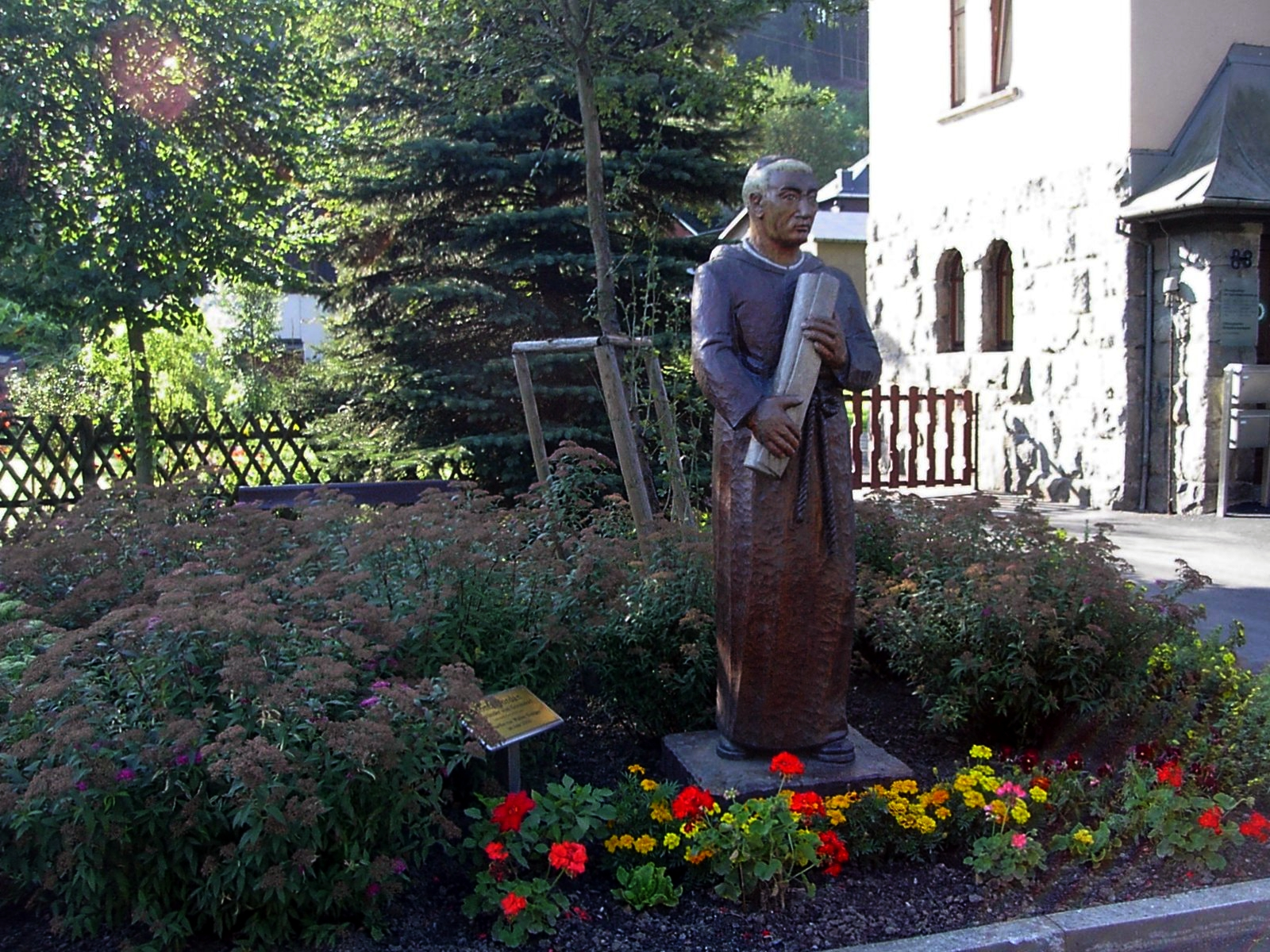
Schnitzfigur von Mönch Jordan vor dem Gornsdorfer Rathaus

Das Dorf ist nach einer weitgehend unbekannten Sage um das Jahr 1200 vom Mönch Jordan aus dem Kloster Walkenried gegründet worden. Die ersten Siedler des Ortes waren Harzer (wichtig für Terpentingewinnung) und stammten wahrscheinlich aus dem Südharz. Aus dem anfänglichen Jordanstorf wurde mit der Zeit durch Lautverschiebung Gornsdorf.
Die erste urkundliche Erwähnung entstammt allerdings dem Jahre 1346. Um das Jahr 1500 wurde mit dem Bergbau begonnen. Im Jahre 1630 wurde das Dorf infolge des Dreißigjährigen Krieges zerstört. Gornsdorf blieb über einige Jahrhunderte eine kleine Bauerngemeinde, zählte im 16. Jahrhundert knapp über 100 Einwohner, noch im 18. Jahrhundert etwa 250. Um 1670 kamen die ersten Leineweber und etwas später Bortenweber ins Dorf. Die ersten Strumpfwirker werden im Kirchenbuch 1745 genannt.
Es erfolgt eine schnelle Industrialisierung, vor allem im Bereich der Textilindustrie. Gornsdorf wuchs zu einem Strumpfwirkerdorf heran. Im Jahre 1912 wurde Gornsdorf durch die (1976 wieder stillgelegte) Schmalspurbahn Schönfeld-Wiesa–Meinersdorf an das Eisenbahnnetz angeschlossen.
Im 19. Jahrhundert stieg die Einwohnerzahl rasant von 550 (1821) auf 2262 (1890), dann weiter auf 3585 (1931). Das Dorf wuchs die Berghänge hinauf und es entstanden die Siedlungen am Andreasberg (mit Kleingartenanlage), am Badberg und im unteren Ortsteil. Diese Gemeinde hatte sich zur Industriegemeinde gewandelt und liefert sogar Leiterplatten für die Elektronikindustrie bis nach Kanada und Japan.
Die Gemeinde war bis zu deren Auflösung Teil der Verwaltungsgemeinschaft Auerbach mit Sitz in Auerbach (Erzgebirge).

### Einwohnerentwicklung
1552 lebten in Gornsdorf 20 besessene Mann und 36 Inwohner; 1764 waren es 15 besessene Mann und 25 Häusler.
| 1643 bis 1946 - 1643 – 0150 - 1701 – 0180 - 1832 – 0733 - 1834 – 0799 - 1855 – 1.113 - 1871 – 1.306 - 1880 – 1.788 - 1890 – 2.178 - 1910 – 2.928 - 1925 – 3.375 - 1930 – 3.585 - 1939 – 3.595 - 1946 – 3.649 | 1947 bis 1997 - 1947 – 3.850 - 1950 – 3.809 - 1964 – 3.397 - 1979 – 2.950 - 1985 – 2.560 - 1988 – 2.457 - 1990 – 2.401 - 1992 – 2.275 - 1993 – 2.253 - 1994 – 2.278 - 1995 – 2.309 - 1996 – 2.369 - 1997 – 2.400 | 1998 bis 2013 - 1998 – 2.382 - 1999 – 2.349 - 2000 – 2.356 - 2001 – 2.333 - 2002 – 2.334 - 2003 – 2.300 - 2004 – 2.282 - 2005 – 2.263 - 2006 – 2.238 - 2007 – 2.211 - 2009 – 2.158 - 2012 – 2.064 - 2013 – 2.026 | ab 2014 - 2014 – 1.990 - 2015 – 1.994 - 2016 – 1.949 - 2017 – 1.940 - 2018 – 1.914 |

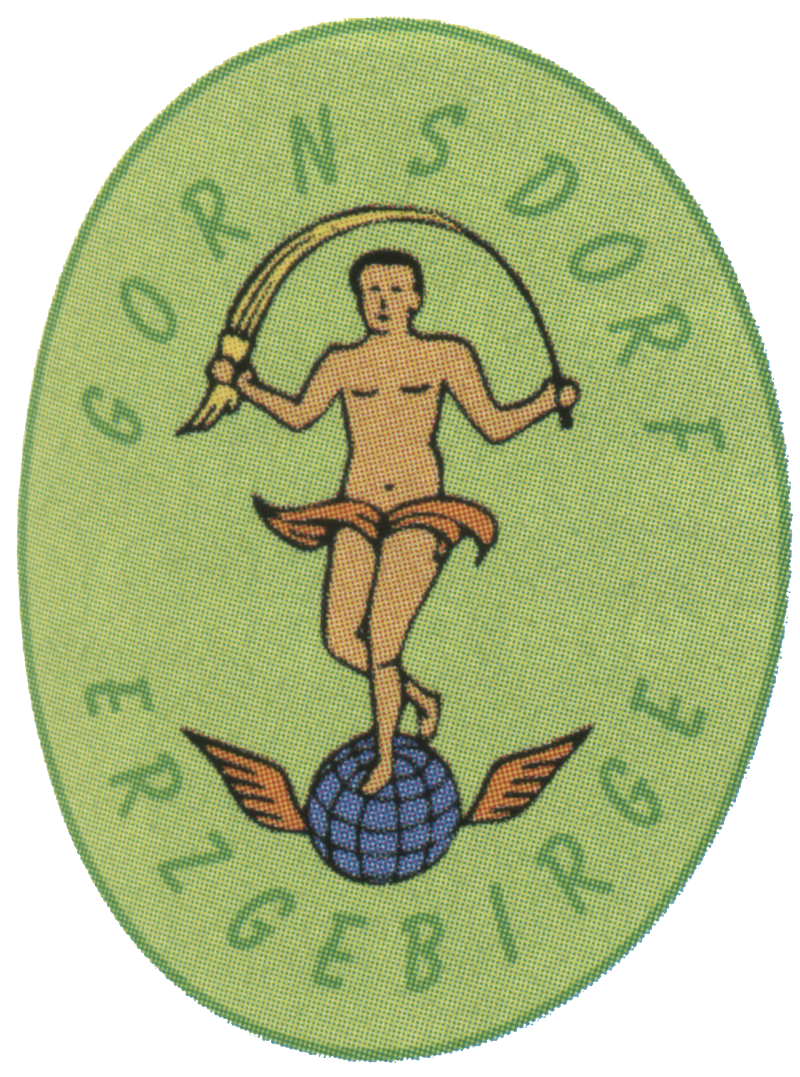
Siegel von Gornsdorf

Quelle ab 1985: Statistisches Landesamt des Freistaates Sachsen mit Gebietsstand Januar 2007

## Politik

### Gemeinderat
- FW: 1
- AGFG: 5
- IFG: 6

Seit der Gemeinderatswahl am 9. Juni 2024 verteilen sich die 12 Sitze des Gemeinderates folgendermaßen auf die einzelnen Gruppierungen:
- Initiative für Gornsdorf: 6 Sitze
- Aus Gornsdorf für Gornsdorf: 5 Sitze
- Freie Wähler: 1 Sitz

| Liste                       | 2024   | 2024   | 2019   | 2019   | 2014   | 2014   |
| Liste                       | Sitze  | in %   | Sitze  | in %   | Sitze  | in %   |
| --------------------------- | ------ | ------ | ------ | ------ | ------ | ------ |
| Initiative für Gornsdorf    | 6      | 48,0   | –      | –      | –      | –      |
| Aus Gornsdorf für Gornsdorf | 5      | 41,2   | –      | –      | –      | –      |
| Freie Wähler                | 1      | 7,8    | 4      | 35,6   | 4      | 34,6   |
| Linke                       | –      | 3,0    | 2      | 19,0   | 2      | 19,1   |
| CDU                         | –      | –      | 6      | 45,4   | 6      | 46,3   |
| Wahlbeteiligung             | 74,5 % | 74,5 % | 65,0 % | 65,0 % | 50,8 % | 50,8 % |

### Bürgermeister
Im September 2020 wurde Andrea Arnold zur Bürgermeisterin wiedergewählt. Sie führt das Amt seit September 2013. 2024 wurde Michael Tägl (Einzelbewerber) gewählt.
| Wahl | Bürgermeister | Vorschlag | Wahlergebnis (in %) |
| ---- | ------------- | --------- | ------------------- |
| 2024 | Michael Tägl  | Tägl      | 59,8                |
| 2020 | Andrea Arnold | CDU       | 90,9                |
| 2013 | Andrea Arnold | CDU       | 77,4                |
| 2008 | Monika Kunert | CDU       | 74,5                |
| 2001 | Monika Kunert | CDU       | 99,1                |
| 1994 | Monika Kunert | CDU       | 96,5                |

### Gemeindepartnerschaft
- Gemeinde Bernried in Niederbayern
- Gemeinde Lubenec Tschechien

## Wirtschaft und Infrastruktur
Gornsdorf verfügt über eine Vielzahl von kleinen und mittelständischen Unternehmen aus allen Wirtschaftssektoren. Größter Arbeitgeber im Ort ist die 1956 gegründete und 1993 reprivatisierte KSG GmbH und die 1991 gegründete LWL-Sachsenkabel GmbH.

### Bildung
In der Gemeinde befindet sich ein Kindergarten und eine Grundschule. Seit 1992 gibt es in Gornsdorf keine Bildungseinrichtung für den Sekundarbereich mehr. Schüler dieser Jahrgangsstufen besuchen entweder die Mittelschulen in Auerbach oder Thalheim bzw. Burkhardtsdorf oder die Gymnasien in Thum, Stollberg oder Zwönitz.

### Verkehr

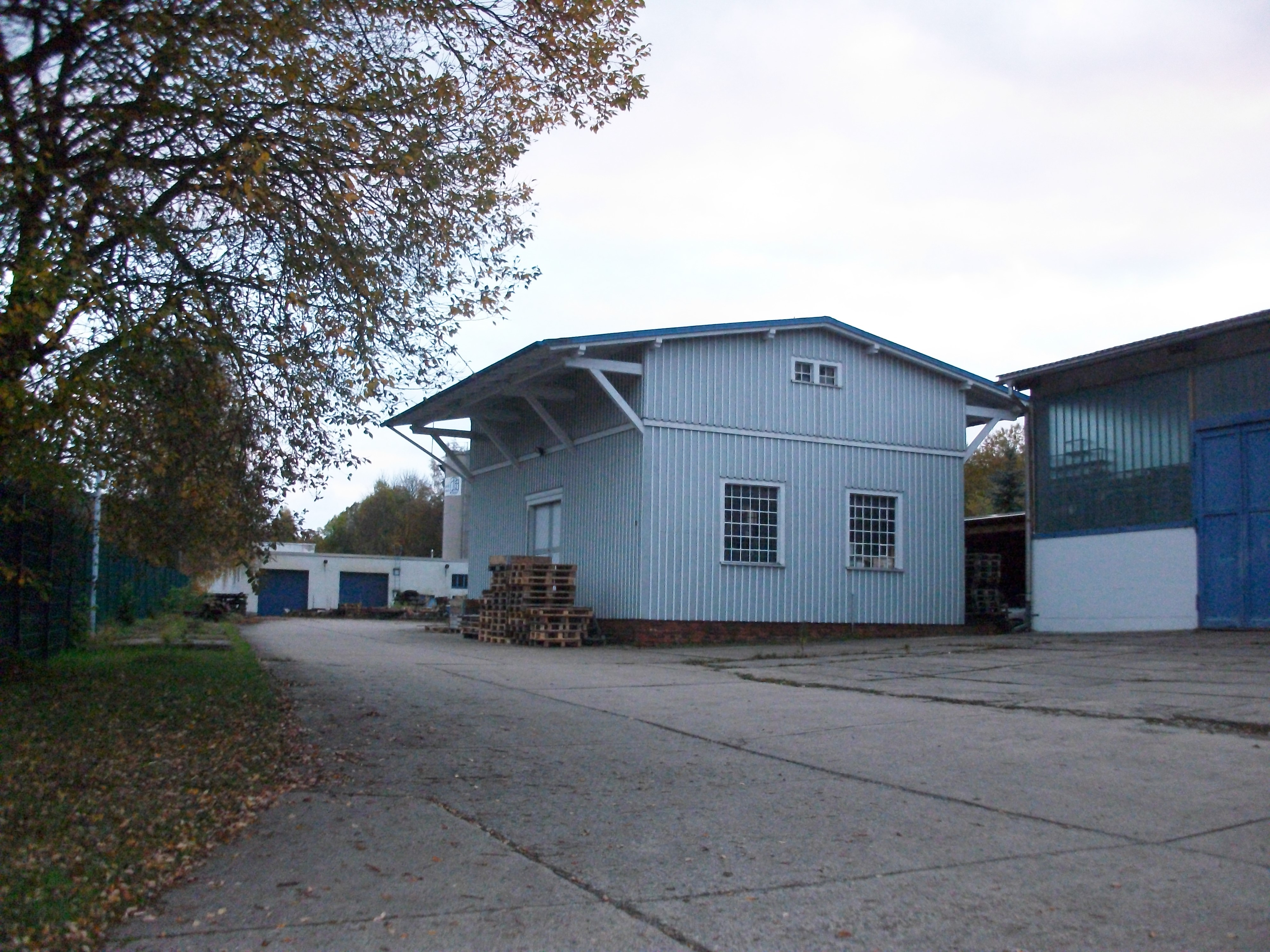
Haltestelle Gornsdorf, Güterschuppen (2016)

#### Autobahn und Bundesstraßen
Gornsdorf liegt südlich der B 180, welche durch die Nachbargemeinde Burkhardtsdorf führt. Die A 72 und ihre Anschlüsse Stollberg-Nord und Stollberg-West sind ca. 8 km entfernt.

#### ÖPNV
Die Gemeinde Gornsdorf ist durch drei Buslinien an das ÖPNV-Netz des Verkehrsverbundes Mittelsachsen angeschlossen.
Die Bahnstrecke Chemnitz–Aue verläuft zwar auch im Nordwesten des Gemeindegebiets, allerdings ohne eigene Betriebsstelle. Der nächstgelegene Zugang zum Schienenpersonennahverkehr besteht im Bahnhof Meinersdorf auf dem Gebiet der Nachbargemeinde Burkhardtsdorf. Zwischen 1912 und 1976 bestanden in Gornsdorf eine Haltestelle und ein Haltepunkt an der Schmalspurbahn Schönfeld-Wiesa–Meinersdorf.

## Kultur und Sehenswürdigkeiten
- Strumpfmuseum
- Volkshaus
- Goethehain
- Naturbad
- Ev.-luth. Kirche
- Pechhütte

### Naturschutz
- Siehe auch: Liste der Naturdenkmale in Gornsdorf

## Persönlichkeiten

### Ehrenbürger
- 1933: Carl August Uhlmann (1853–1940), Strumpffabrikant
- 2006: Walter Hunger (1924–2007), langjähriger Vorsitzender des örtlichen Schnitzvereins
- 2008: Herbert Uhlig (* 1926), Lehrer und Ortschronist

### Söhne und Töchter der Gemeinde
- Erich Walther (1906–nach 1970), Musiker
- Kurt Beier (1909–1979), Karikaturist und Pressezeichner in der DDR
- Kurt Drummer (1928–2000), Fernsehkoch und Chefkoch in der DDR
- Paul-Heinz Dittrich (1930–2020), Komponist
- Werner Pfüller (* 1931), Jazzmusiker
- Friedrich Nestler (1935–2013), Bibliothekswissenschaftler